# GDDR3 SDRAM

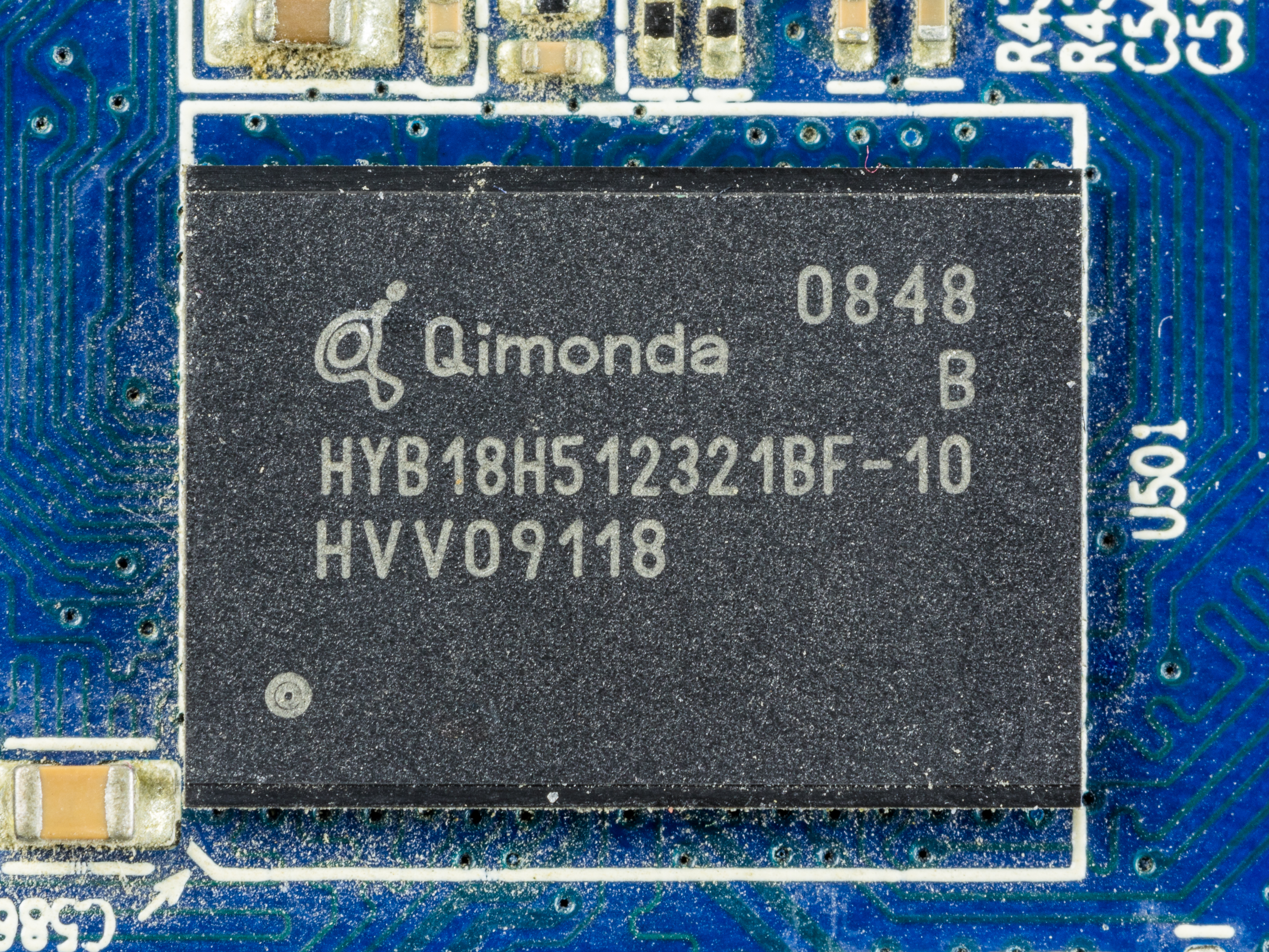
Qimonda 512-Mbit GDDR3

GDDR3, 그래픽스 더블 데이터 레이트 3(Graphics Double Data Rate 3) SDRAM은 그래픽 카드에 쓰이는 DRAM의 일종이다. 또한 ATI 테크놀로지스가 디자인한 그래픽 분야 특화 메모리 기술을 지칭한다. 
GDDR3는 DDR2 SDRAM과 기술적으로는 크게 다르지 않다. 하지만 전력 소모 및 방열(heat dispersal) 요구 사양이 많이 완화되었는데, 이것은 더 빠른 속도의 메모리 모듈을 디자인하기 위해서였다. 또한 이 덕분에 냉각 체계(cooling system)가 많이 간소화되었다. 그래픽 카드에 사용되는 DDR2 SDRAM과는 달리, GDDR3는 향후 정의될 JEDEC DDR3 SDRAM 스펙과는 관련이 없다. GDDR3는 내장 터미네이터(internal terminator)를 사용하고 있는데, 이는 특수한 그래픽스 요구를 더 잘 처리하기 위함이다. 또한, 밴드위스(bandwith)를 향상시키기 위해 GDDR3는 2 클럭 사이클만에 핀 당 4 비트의 데이터를 전송한다. 
ATI 테크놀로지스가 GDDR3 기술을 디자인했음에도 불구하고, 처음으로 이 기술을 사용한 그래픽 카드는 엔비디아의 지포스 FX 5700 울트라였다. 당시까지만해도 많이 사용하고 있던 DDR2 모듈을 대체한 것이었다. 다음으로 GDDR3을 사용한 그래픽 카드는 엔비디아의 지포스 6800 울트라였다. 그 전 버전 카드였던 지포스 5950 울트라와 비교하여 적절한 전력 소모량을 유지하는 것이 관건이었다. ATI는 GDDR3 기술을 라데온 X800 카드에 적용하였다. 한편, GDDR3는 소니의 플레이스테이션 3 게임기의 그래픽 프로세서에 사용되었다. 마이크로소프트의 엑스박스 360도 512 MiB의 GDDR3 메모리를 사용하였는데, 이 메모리를 비디오 메모리가 아니라 보통의 시스템 메모리로서 사용하도록 장려하고 있다.

## 같이 보기
- 비디오 메모리
- 장치 밴드위스 목록

## 참고
- Raj Mahajan. “Memory Design Considerations When Migrating to DDR3 Interfaces from DDR2” (PDF). MemCore Inc  www.memcoreinc.com. 2007년 9월 29일에 원본 문서 (PDF)에서 보존된 문서. 2007년 12월 22일에 확인함.
- Gregory Agostinelli. “Method and Apparatus for fine tuning a memory interface”. US PATENT OFFICE.